# Бенджамин Ли Смит
Бенджамин Ли Смит (на английски: Benjamin Lee Smith) е английски арктически изследовател.

## Произход
Роден е на 12 март 1828 година в Съсекс, Англия, извънбрачно дете на Ан Лонгдън и политика Бенджамин Ли Смит (1783 – 1860).

## Изследователска дейност (1871 – 1881)
През 1871 – 1873 изследва северните брегове на архипелага Шпицберген. През лятото на 1871 плава на норвежка шхуна с капитан Ерик Улве в протока Хинлопен и изследва южния край на Леденото поле на остров Североизточна Земя между 21 – 25º и.д., където открива залива Вибе. През септември изследва северния бряг на Североизточна Земя до нос Ли Смит (80°09′ с. ш. 26°49′ и. д. / 80.15° с. ш. 26.816667° и. д.) и достига на север до 81º 24` с.ш. През лятото на 1873 отново изследва протока Хинлопен и залива Вибе.
През август 1880 изследва архипелага Земя на Франц Йосиф, като открива островите Хукър (Hooker Island, вторично, 80°14′ с. ш. 53°02′ и. д. / 80.233333° с. ш. 53.033333° и. д., 508 км2), Брус (Bruce Island, 80°03′ с. ш. 50°00′ и. д. / 80.05° с. ш. 50° и. д., 191 км2), Нортбрук (Northbrook Island, 79°59′ с. ш. 50°58′ и. д. / 79.983333° с. ш. 50.966667° и. д., 254 км2) и Брейди (Brady Island, 80°16′ с. ш. 55°17′ и. д. / 80.266667° с. ш. 55.283333° и. д.), а на северозапад от тях – остров Земя Джордж (Prince George Land, 80°29′ с. ш. 49°20′ и. д. / 80.483333° с. ш. 49.333333° и. д., 2821 км2) и остров Земя Александър (Alexandra Land, 80°39′ с. ш. 46°50′ и. д. / 80.65° с. ш. 46.833333° и. д., 1130 км2). Смит изследва и шест протока, разделящи тези острови, в т.ч. и южната част на протока Британски канал.
През лятото на 1881 извършва ново плаване към архипелага, но край остров Нортбрук яхтата му е смазана от ледовете и потъва. 25-членният екипаж с четири лодки се спасява и провежда зимуване на острова, като се прехранва с ловуване на бели мечки и птици. През лятото на 1882 с лодките се добират до Нова Земя, където са прибрани от спасителен кораб.

## Памет
Неговото име носят:
- нос Ли Смит (80°09′ с. ш. 26°49′ и. д. / 80.15° с. ш. 26.816667° и. д.) на североизточния бряг на остров Североизточна земя в архипелага Шпицберген;
- остров Ли Смит (80°15′ с. ш. 54°16′ и. д. / 80.25° с. ш. 54.266667° и. д.) в архипелага Земя на Франц Йосиф;
- проток Ли Смит (81°00′ с. ш. 50°14′ и. д. / 81° с. ш. 50.233333° и. д.) между островите Земя Джордж на юг и Артър на север в архипелага Земя на Франц Йосиф;